# Kloosterwijtwerd
Kloosterwijtwerd is een wierde even ten zuiden van het Groningse Usquert. Hier heeft ooit de johannietercommanderij (klooster) Wijtwerd gestaan, die voor het eerst in 1304 wordt vermeld. Het heeft bestaan tot 1587, toen het werd geplunderd. Volgens een parochielijst uit 1561 vormde het klooster tevens een zelfstandige parochie voor de omwonenden.
Aan het klooster is een sage verbonden (zie: Groot Kruisstede).
Het klooster is gesticht op een oudere dorpswierde, die vermoedelijk al rond het jaar 1000 voorkomt in de goederenlijsten van de Abdij van Werden onder de naam Uuituurd (genoemd na Wadwerd). Deze wierde, die volgens Acker Stratingh ruim zes meter hoog was, werd deels afgegraven rond 1900. Bij de opgraving werden onder andere een bronzen sierschijf met knop met email uit ca. 100-300, vaatwerk, voorwerpen van been, hout, hoorn en ijzer, kralen, een barnstenen oorhanger,  spinsteentjes en netverzwaringen gevonden.
De huidige boerderij op de wierde heeft nog enkele overblijfselen van het klooster. Een schouw uit 1461 met de wapens van de orde is nog aanwezig in de boerderij.

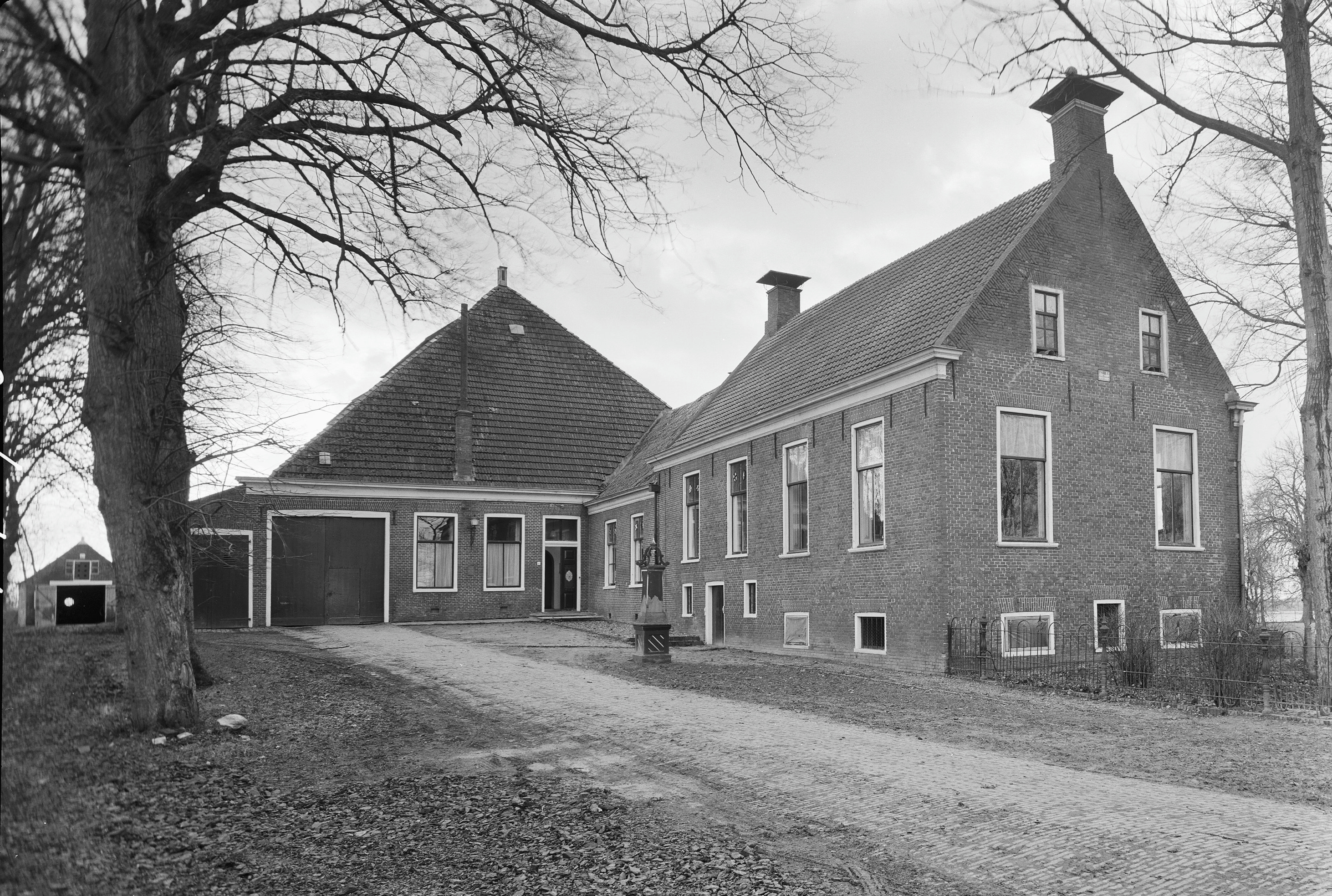
Vooraanzicht in 1969 ...
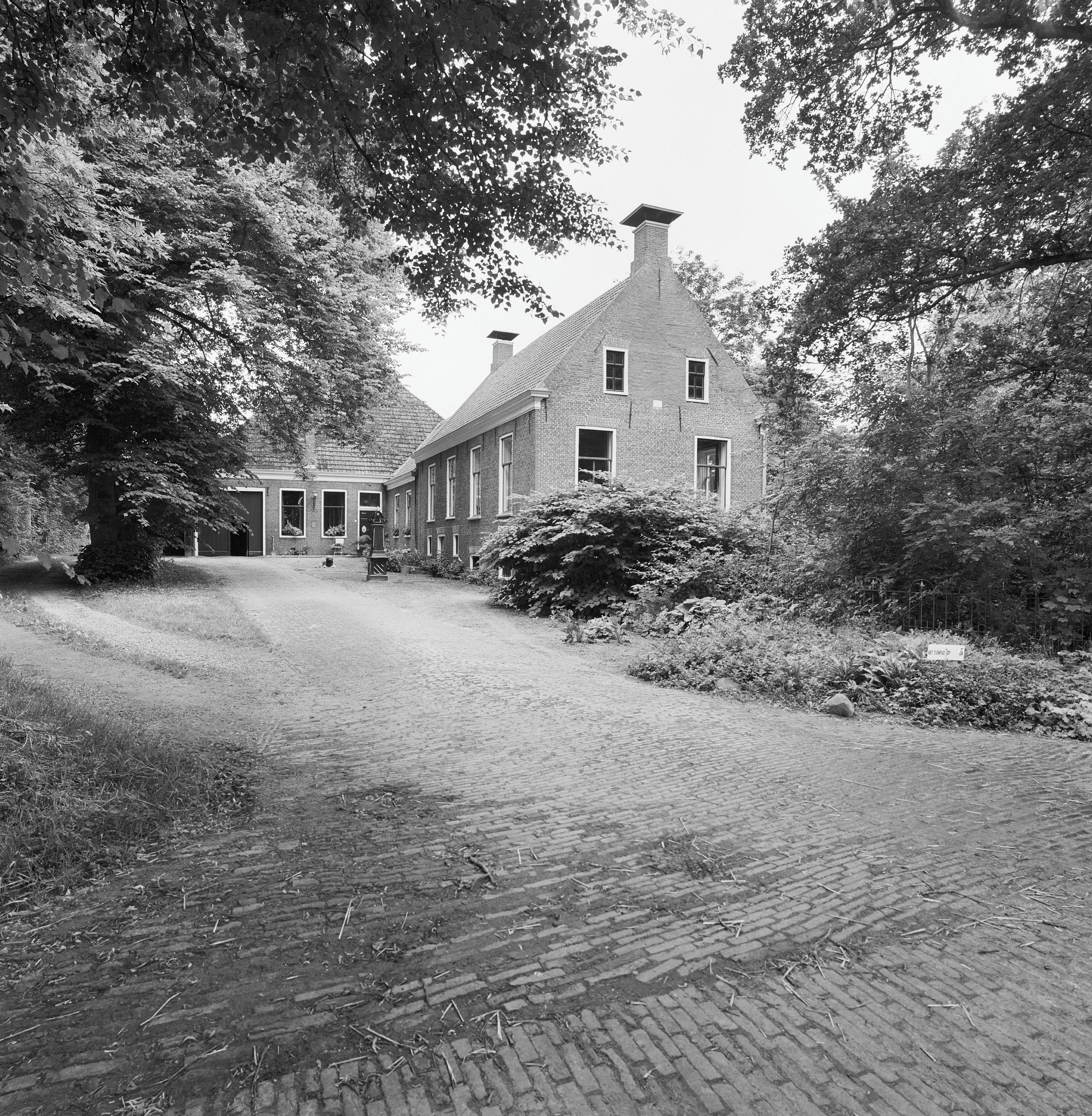
... en in 1998
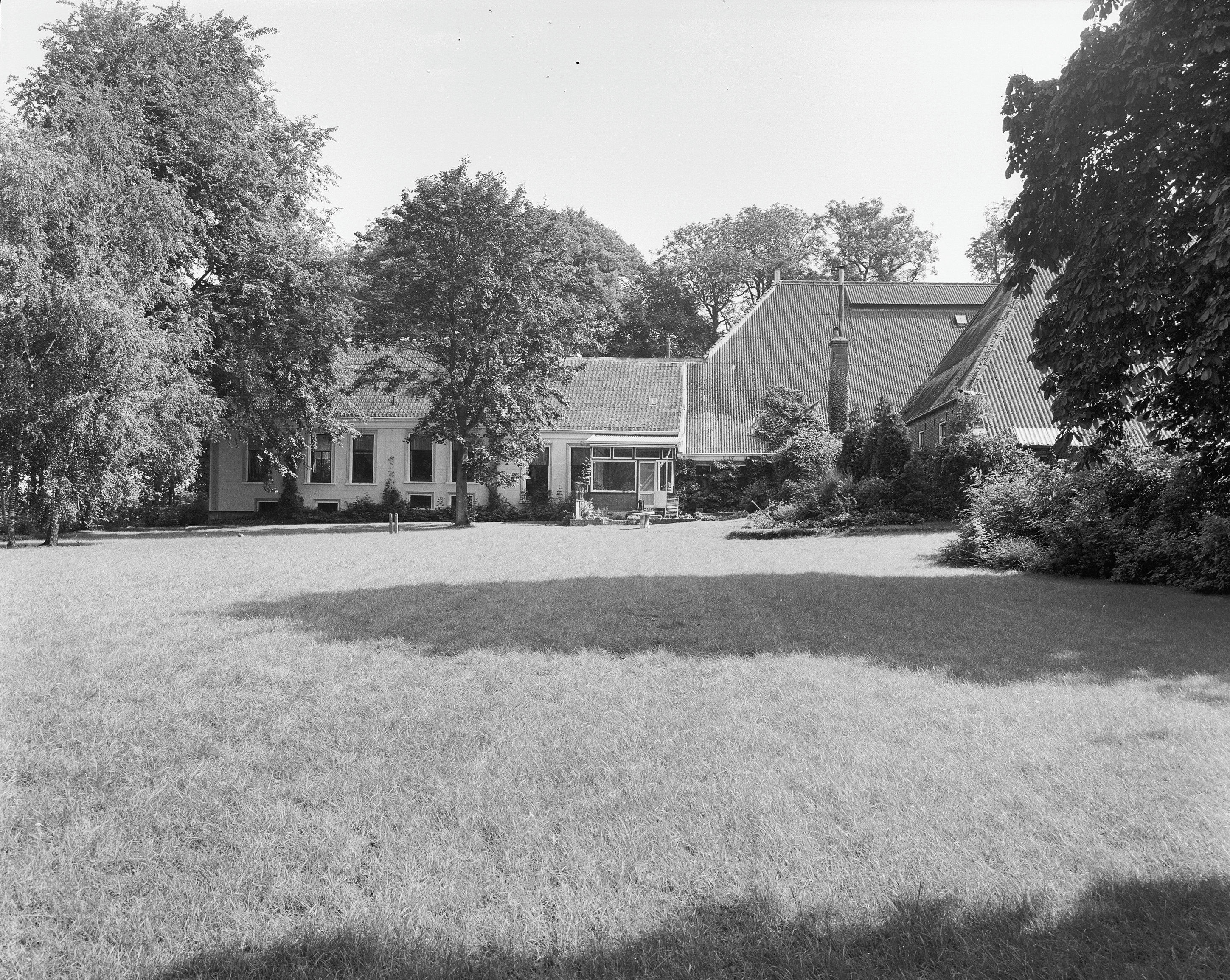
Zijgevel rechts
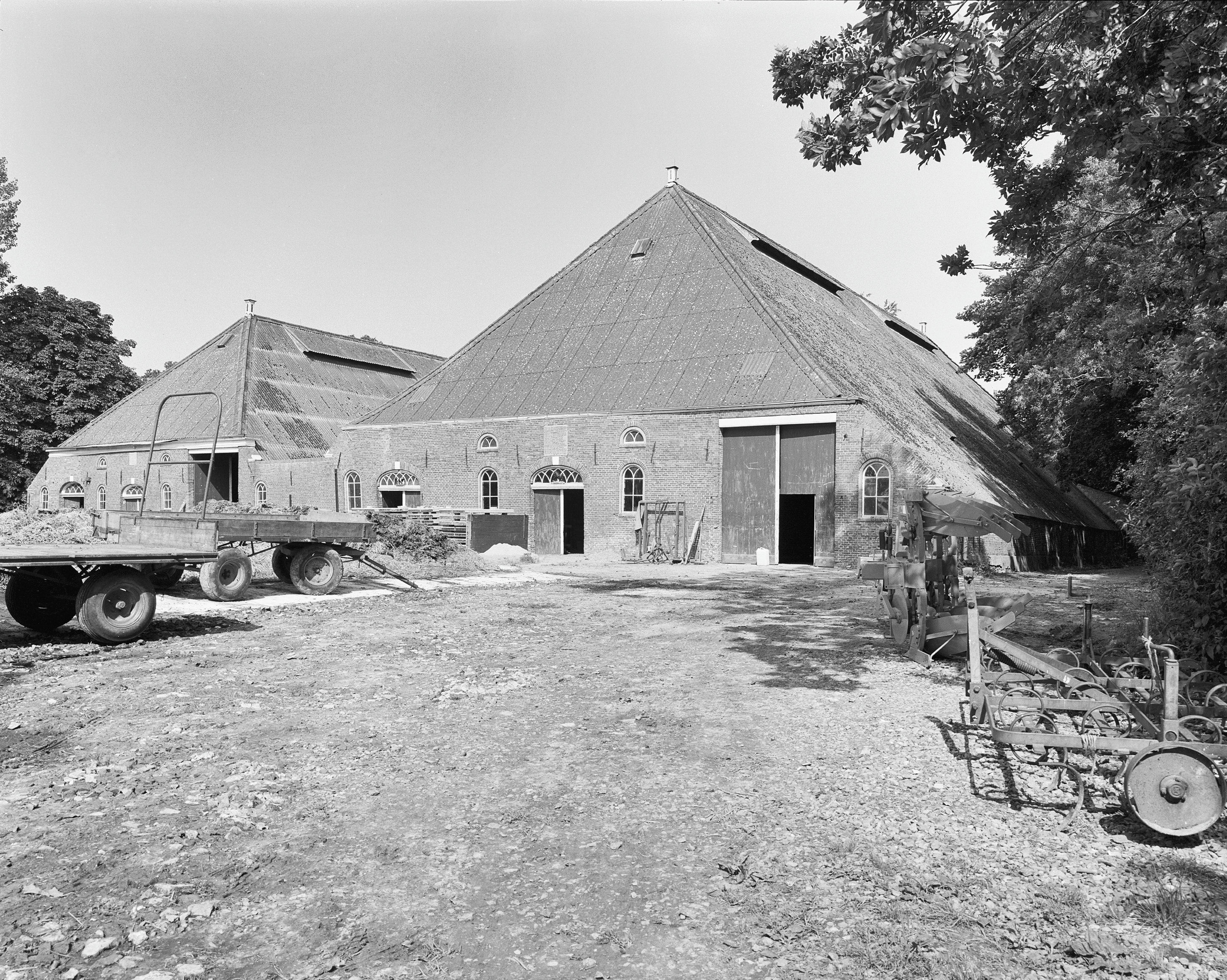
Achtergevel
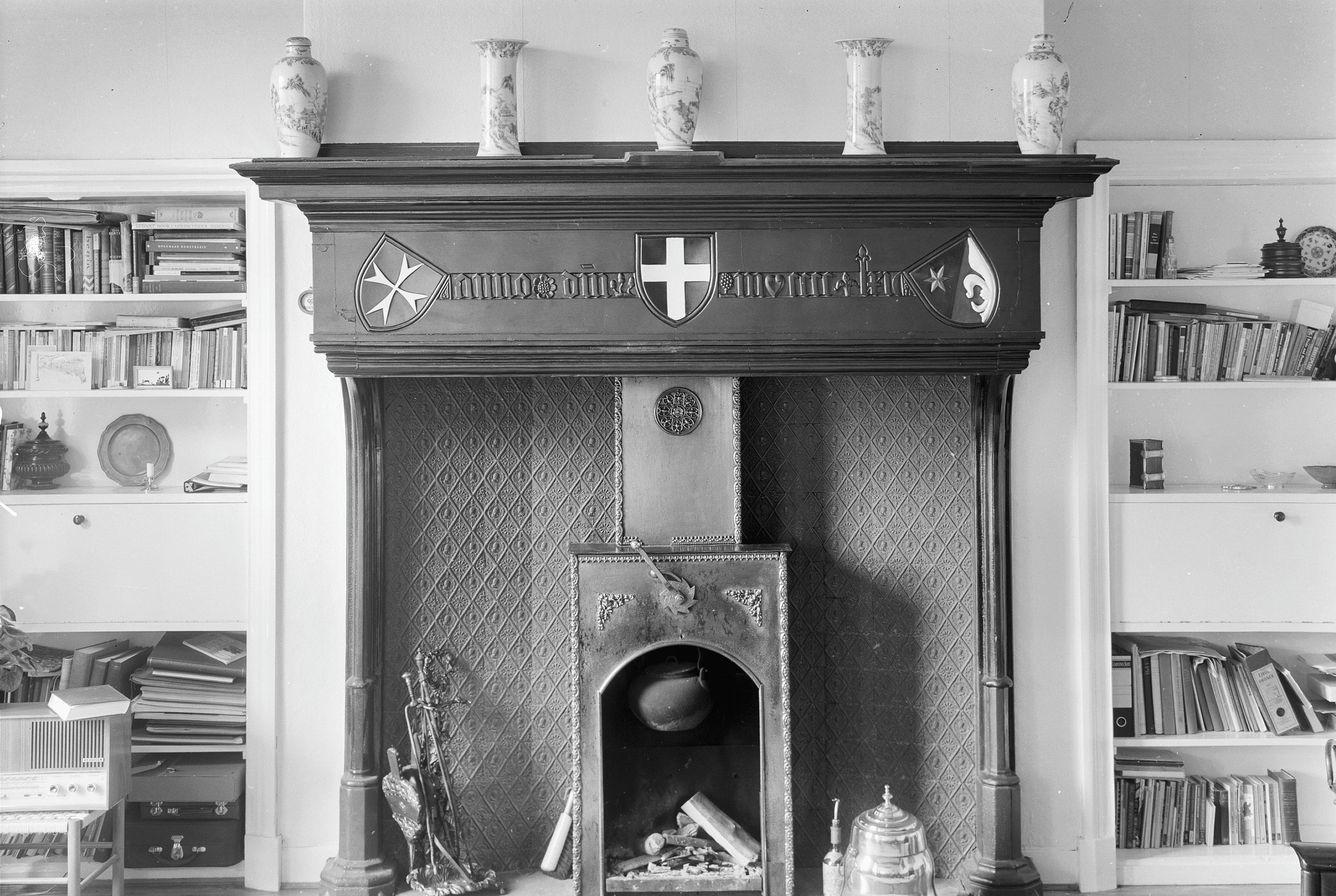
Gotische schouw uit 1461 met links het zilveren kruis (op rode achtergrond) van de johannieter orde, in het midden het witte kruis van de commanderij Warffum en rechts het wapen van commandeur Johannes Munter (gestorven 1461)
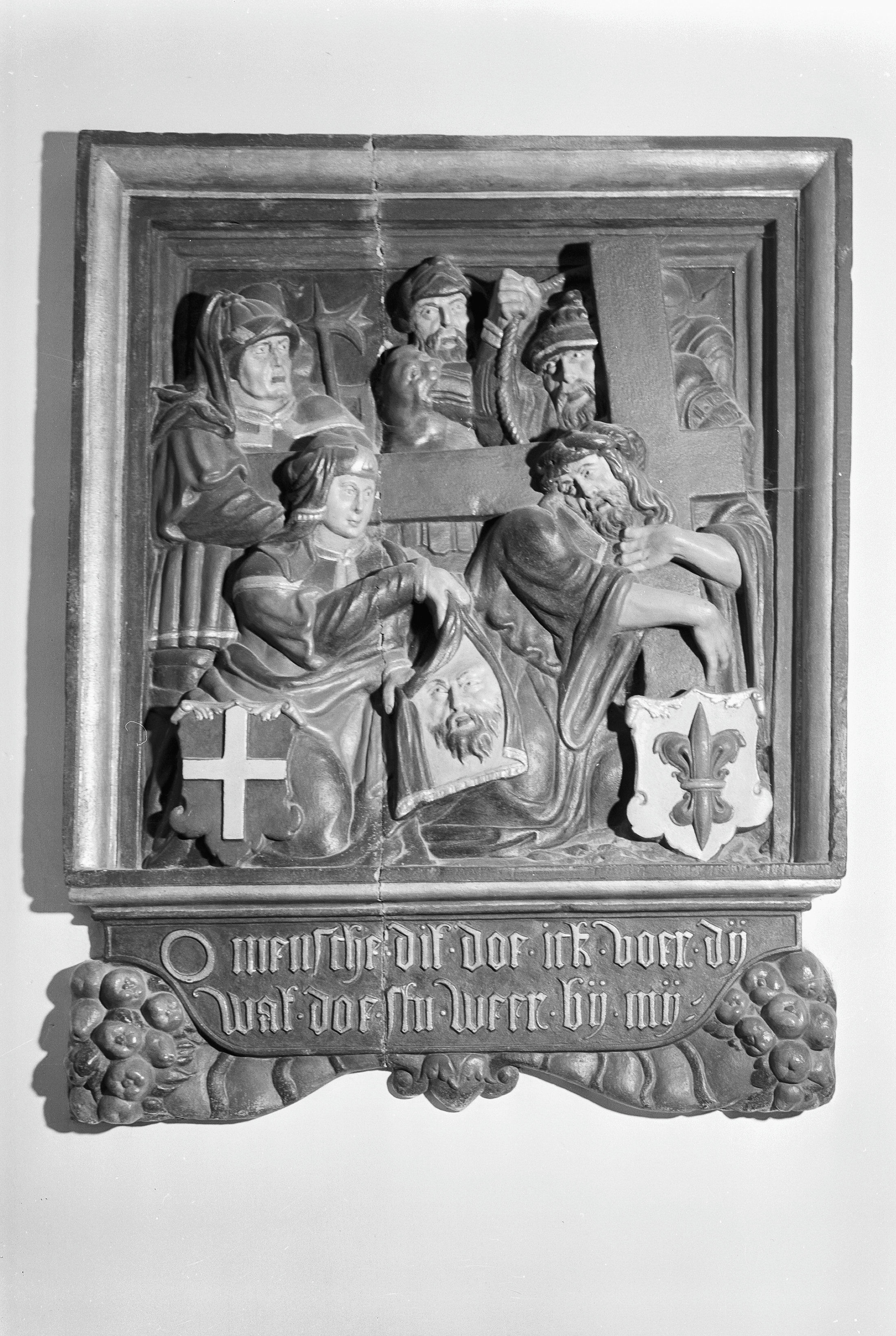
Gecombineerde statie V (Simon van Cyrene) en VI (Veronica) van de Kruisweg uit ca. 1540
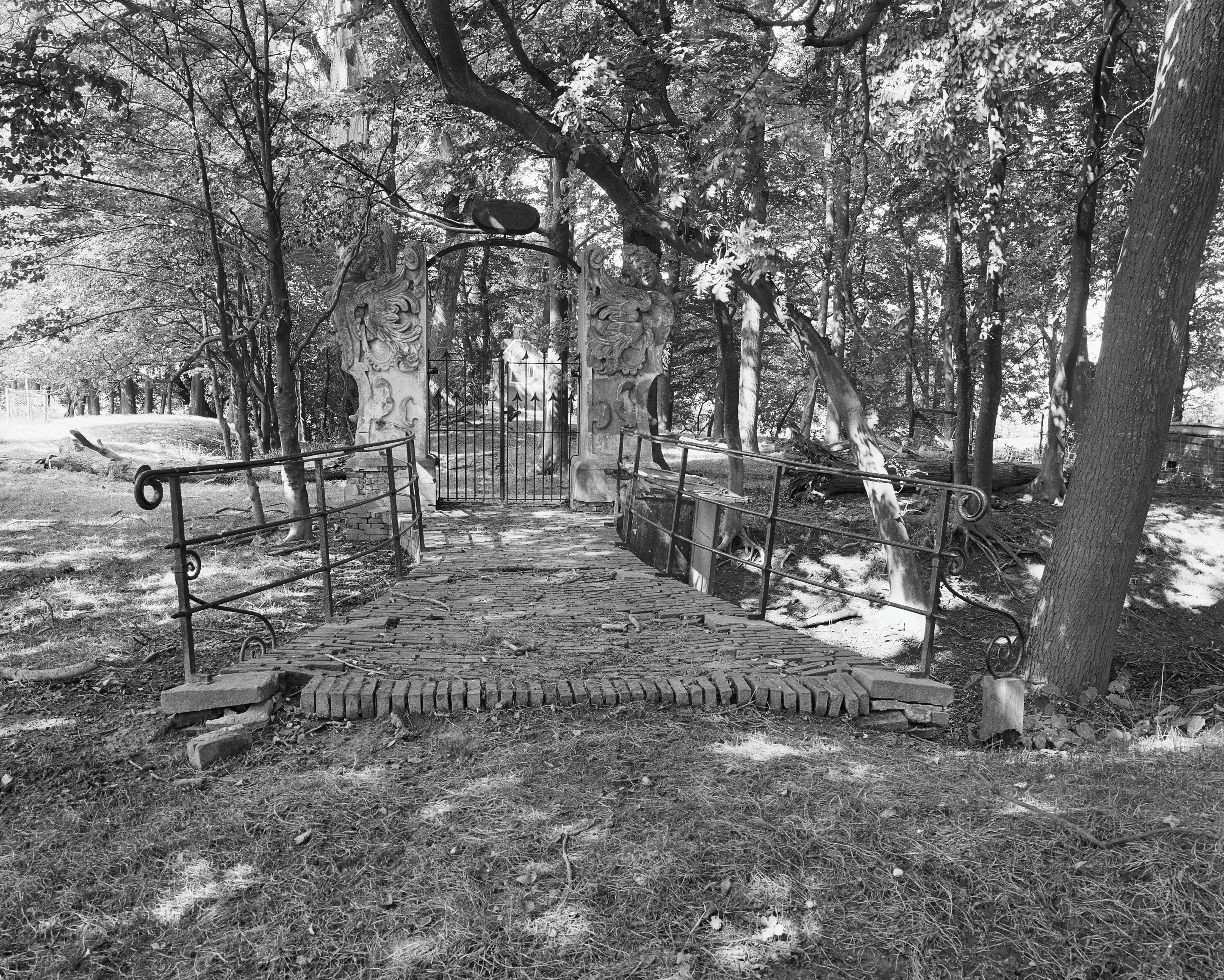
Toegangspoortje tot 18e-eeuwse begraafplaats
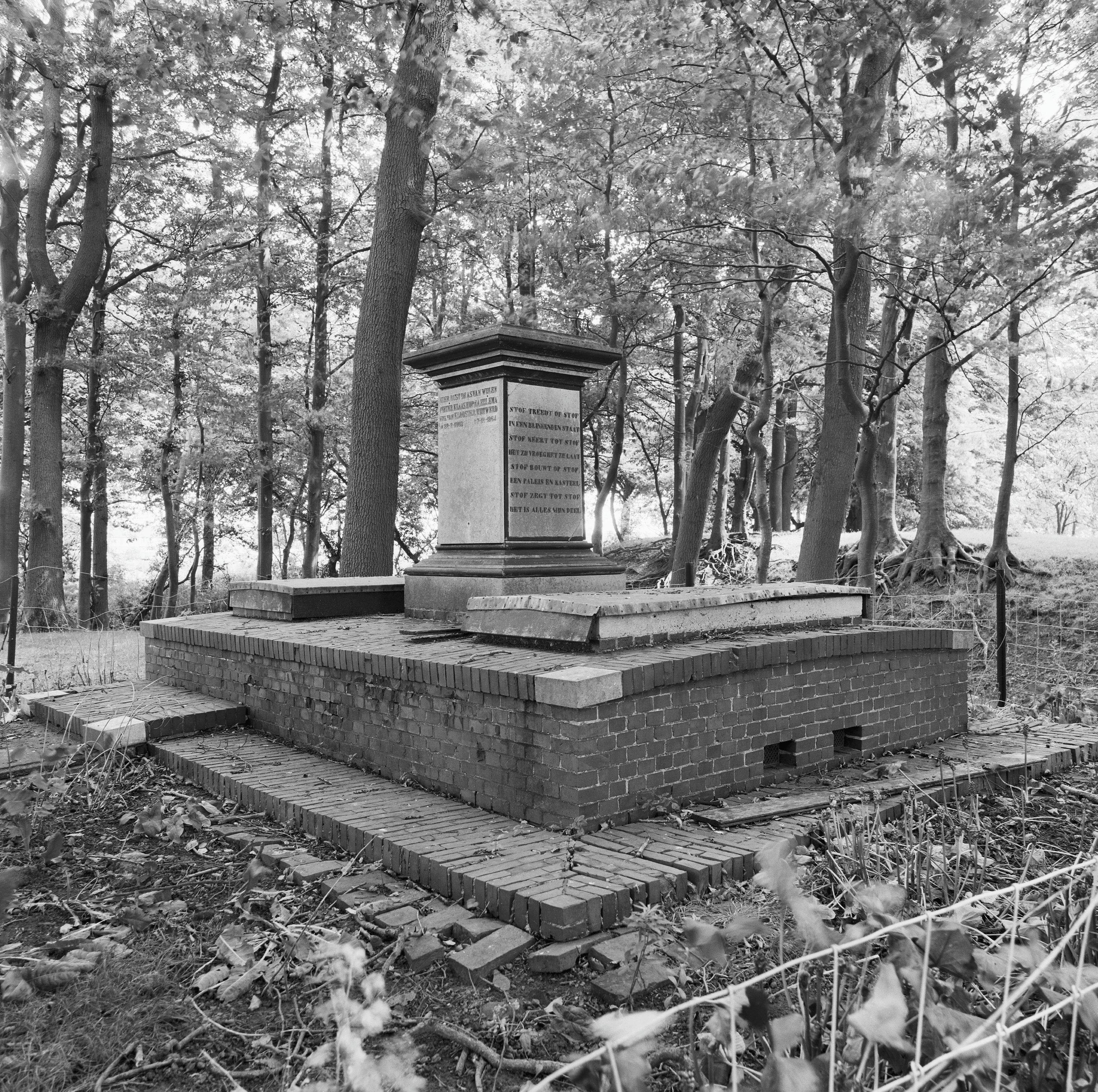
Grafzerk op de begraafplaats, waarbij zich ook een kapelletje bevindt
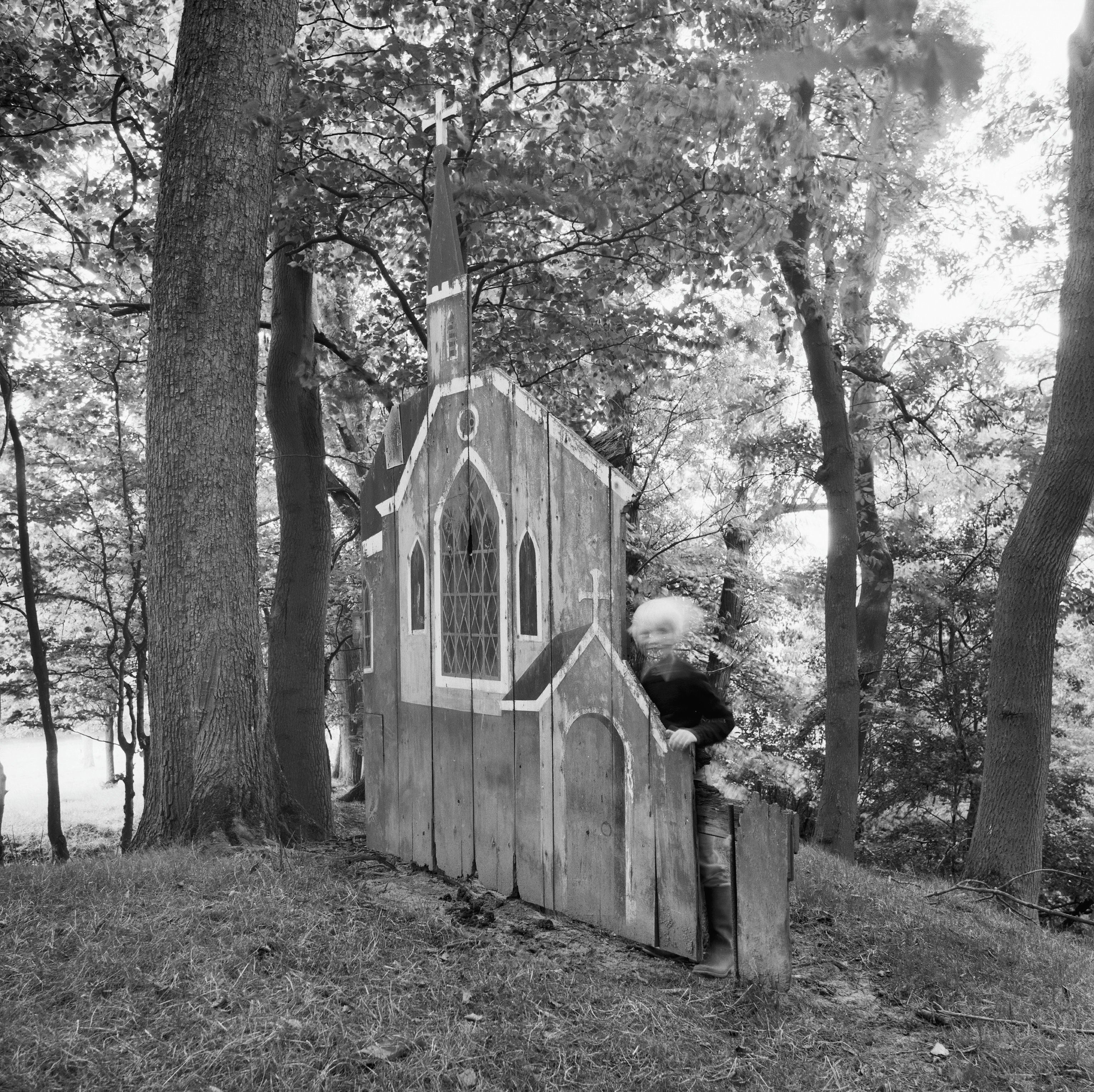
Op hout geschilderde kapel in de tuin (1978)